# Carl Kaiserling
Carl Kaiserling (Kassel, 3 febbraio 1869 – Zehlendorf, 20 agosto 1942) è stato un patologo tedesco.

## Biografia
Studiò medicina a Monaco, Kiel e Berlino, conseguendo la sua laurea in medicina nel 1893. Nel 1902 divenne privatdozent all'Università di Berlino, e dal 1912 fu professore di patologia generale e anatomia patologica all'Università di Königsberg.
Il suo nome è associato al "fissatore di Kaiserling", un mezzo per preservare campioni istologici e patologici senza cambiare il colore naturale. Questo fissativo è una soluzione acquosa di formalina, nitrato di potassio e acetato di potassio. Kaiserling è anche noto per il suo lavoro pionieristico nel campo della fotomicrografia.

## Opere principali
- Praktikum der wissenschaftlichen Photographie, 1898.
- Lehrbuch der Mikrophotographie nebst Bemerkungen über Vergrösserung und Projektion, 1903.
- Die mikrophotographischen Apparate und ihre Handhabung, 1918.